# Sepp van den Berg
Sepp van den Berg (ur. 20 grudnia 2001 w Zwolle) – holenderski piłkarz występujący na pozycji obrońcy w angielskim klubie Liverpoolu. Wychowanek PEC Zwolle, młodzieżowy reprezentant Holandii.